# Martigny-le-Comte
Martigny-le-Comte är en kommun i departementet Saône-et-Loire i regionen Bourgogne-Franche-Comté i östra Frankrike. Kommunen ligger i kantonen Palinges som tillhör arrondissementet Charolles. År 2022 hade Martigny-le-Comte 404 invånare.

## Befolkningsutveckling
Antalet invånare i kommunen Martigny-le-Comte
| Referens: INSEE |